# Tâm lý chống phương Tây

Bản đồ thế giới thể hiện phương Tây có màu xanh lục, chủ yếu là Bắc Mỹ và Tây Âu (gọi là Âu Mỹ)

Tâm lý chống phương Tây (Anti-Western sentiment) hay Nỗi sợ phương Tây (Westernophobia) đề cập đến sự phản đối, thiên vị thành kiến hoặc thù địch, bài xích trên diện rộng đối với người Tây Dương (người da trắng), văn hóa phương Tây hoặc các chính sách của thế giới phương Tây. Tâm lý bài bác này được nhận thấy trên toàn thế giới. Tâm lý bài phương Tây thường bắt nguồn từ chống chủ nghĩa đế quốc và sự chỉ trích chủ nghĩa thực dân đối với những gì họ đã hành xử với những thuộc địa trong quá khứ của các cường quốc phương Tây. 

## Dẫn luận
Ở Trung Đông, Chủ nghĩa liên Ả Rập và Chủ nghĩa Hồi giáo góp phần hình thành thái độ chống phương Tây. Các phong trào Thánh chiến (Jihad) với các nhóm như al-Qaeda và Nhà nước Hồi giáo (IS) coi các nước phương Tây là mục tiêu của khủng bố do nhận thấy những lời lẽ xúc phạm chống lại Hồi giáo và can thiệp quân sự vào các quốc gia Hồi giáo. Ở Châu Phi, những nhân vật như Patrice Lumumba và Mobutu Sese Seko đổ lỗi cho phương Tây về chủ nghĩa đế quốc ở khu vực sông Congo. Ở Ethiopia, sự phẫn nộ về chính trị nội bộ và giải quyết xung đột trong chiến tranh Tigray đã dẫn đến tâm lý chống phương Tây. Nhiều nước Mỹ Latinh thường ném ra những lời chỉ trích do sự can thiệp lịch sử của Mỹ và châu Âu. Ở châu Á đã chứng kiến tâm lý chống phương Tây ngày càng gia tăng kể từ những năm 1990, đặc biệt là ở Trung Quốc. Những bất bình trong lịch sử, chẳng hạn như "Bách niên quốc sỉ" (nỗi nhục trăm năm) góp phần làm tăng thêm sự nghi ngờ về động cơ của phương Tây. Đảng Cộng sản Trung Quốc thông qua "Chiến dịch giáo dục lòng yêu nước" đã làm tăng thêm thái độ này, đặc biệt là đối với thế hệ trẻ. Ở Nga, tâm lý chống phương Tây đã được nhiều người tán thành. Các nhà lãnh đạo Nga có truyền thống bác bỏ chủ nghĩa tự do của phương Tây mà họ coi là mối đe dọa đối với quyền bá chủ của Nga trong khu vực.
Hiện tượng này thường trở nên trầm trọng hơn do ảnh hưởng từ các sự kiện đương thời. Trong những thập kỷ gần đây, cảm giác chống phương Tây đã được thúc đẩy từ các yếu tố như Chiến tranh Iraq, hỗ trợ cho Israel và các lệnh trừng phạt đối với các quốc gia như Iran. Trong nhiều trường hợp hiện đại, thái độ chống phương Tây được thúc đẩy từ tâm lý chống chủ nghĩa chống đế quốc, đặc biệt là chống lại các quốc gia được coi là có tội vì là di sản tội ác của Chủ nghĩa thực dân từ quá khứ và hiện tại, chẳng hạn như Đức, Vương quốc Anh, Pháp, Tây Ban Nha và Bồ Đào Nha. Tâm lý chống phương Tây xảy ra ở nhiều nước, bao gồm cả phương Tây, đặc biệt là Mỹ và các quốc gia Châu Âu (Tây Âu). Tâm lý chống phương Tây trên diện rộng cũng tồn tại trong thế giới Hồi giáo chống lại người châu Âu và người Mỹ. Thái độ chống Mỹ bắt nguồn từ Sự hỗ trợ của Hoa Kỳ dành cho Israel, cuộc xâm lược Iraq năm 2003 và nhiều lệnh trừng phạt chống lại Iran. Samuel P. Huntington lập luận rằng sau Chiến tranh Lạnh, xung đột quốc tế về hệ tư tưởng kinh tế sẽ được thay thế bằng xung đột về sự khác biệt văn hóa.